# Liste der Kulturdenkmäler in Lützellinden
Die folgende Liste enthält die in der Denkmaltopographie ausgewiesenen Kulturdenkmäler auf dem Gebiet des Ortsteils Lützellinden der  Stadt Gießen, Landkreis Gießen, Hessen.
Hinweis: Die Reihenfolge der Denkmäler in dieser Liste orientiert sich an der Anschrift, alternativ ist sie auch nach der Bezeichnung, der vom Landesamt für Denkmalpflege vergebenen Nummer oder der Bauzeit sortierbar.
Kulturdenkmäler werden fortlaufend im Denkmalverzeichnis des Landes Hessen durch das Landesamt für Denkmalpflege Hessen auf Basis des Hessischen Denkmalschutzgesetzes (HDSchG) geführt. Die Schutzwürdigkeit eines Kulturdenkmals hängt nicht von der Eintragung in das Denkmalverzeichnis des Landes Hessen oder der Veröffentlichung in der Denkmaltopographie ab.

| Bild             | Bezeichnung                     | Lage                                                                  | Beschreibung | Bauzeit                  | Objekt-Nr. |
| ---------------- | ------------------------------- | --------------------------------------------------------------------- | --- | ------------------------ | ---------- |
| weitere Bilder   |                                 | Am Backhaus 5 LageFlur: 1, Flurstück: 220                             | | 1775 bis 1825            | 61929 DDB  |
| weitere Bilder   | Friedhof                        | Am Faltergarten LageFlur: 2, Flurstück: 188                           | | 1835 bis 1845            | 61953 DDB  |
| weitere Bilder   |                                 | An der Schule 4 LageFlur: 2, Flurstück: 168                           | |                          | 61887 DDB  |
| weitere Bilder   |                                 | An der Schule 6 LageFlur: 2, Flurstück: 169                           | |                          | 61888 DDB  |
| weitere Bilder   | „Schönes Haus“                  | An der Schule 8 LageFlur: 1, Flurstück: 232                           | |                          | 61889 DDB  |
| weitere Bilder   |                                 | An der Schule 10 LageFlur: 1, Flurstück: 231                          | |                          | 61890 DDB  |
| weitere Bilder   |                                 | An der Schule 12 LageFlur: 1, Flurstück: 228-30                       | | 1800                     | 61891 DDB  |
| weitere Bilder   |                                 | Dutenhofener Straße 5 LageFlur: 1, Flurstück: 62                      | |                          | 61930 DDB  |
| weitere Bilder   |                                 | Dutenhofener Straße 6 LageFlur: 1, Flurstück: 109                     | |                          | 61931 DDB  |
| weitere Bilder   |                                 | Dutenhofener Straße 7 LageFlur: 1, Flurstück: 41                      | | Anfang 20. Jahrhundert   | 61932 DDB  |
| weitere Bilder   | Gesamtanlage Rheinfelser Straße | Rheinfelser Straße Lage                                               | |                          | 61886 DDB  |
| weitere Bilder   | Gesamtanlage Lindenstraße       | Lindenstraße Lage                                                     | |                          | 61928 DDB  |
| weitere Bilder   |                                 | Kaiserstraße 1 LageFlur: 1, Flurstück: 262                            | | 1895 bis 1945            | 61893 DDB  |
| weitere Bilder   |                                 | Kaiserstraße 3 LageFlur: 1, Flurstück: 263/2+263/3                    | | 1895 bis 1905            | 61894 DDB  |
|                  |                                 | Kaiserstraße 5/Weingartenstraße 6 LageFlur: 1, Flurstück: 196/3,196/2 | | 1930                     | 61954 DDB  |
| Bild gesucht BW  | Alte Schule                     | Kirchweg 10 LageFlur: 2, Flurstück: 210/2                             | |                          | 61896 DDB  |
| weitere Bilder   |                                 | Kirchweg 14 LageFlur: 2, Flurstück: 207/4                             | |                          | 61897 DDB  |
| weitere Bilder   |                                 | Kirchweg 16 LageFlur: 2, Flurstück: 206                               | |                          | 61898 DDB  |
| weitere Bilder   |                                 | Kirchweg 2-8 LageFlur: 2, Flurstück: 211-214                          | | 1815 bis 1865            | 61895 DDB  |
| weitere Bilder   |                                 | Lindenstraße 1 LageFlur: 2, Flurstück: 172                            | | Ende 19. Jahrhundert     | 61899 DDB  |
| weitere Bilder   |                                 | Lindenstraße 3 LageFlur: 2, Flurstück: 171                            | |                          | 61900 DDB  |
| weitere Bilder   |                                 | Lindenstraße 4 LageFlur: 2, Flurstück: 153                            | | Anfang 19. Jahrhundert   | 61901 DDB  |
| weitere Bilder   |                                 | Lindenstraße 5 LageFlur: 2, Flurstück: 166                            | | Ende 18. Jahrhundert     | 61902 DDB  |
|                  |                                 | Lindenstraße 8 LageFlur: 2, Flurstück: 156/1                          | |                          | 61903 DDB  |
| weitere Bilder   |                                 | Lindenstraße 9 LageFlur: 2, Flurstück: 164                            | |                          | 61904 DDB  |
| weitere Bilder   |                                 | Lindenstraße 10 LageFlur: 2, Flurstück: 162                           | |                          | 66825 DDB  |
| weitere Bilder   |                                 | Lindenstraße 19 LageFlur: 1, Flurstück: 211                           | |                          | 61934 DDB  |
| weitere Bilder   |                                 | Lindenstraße 21 LageFlur: 1, Flurstück: 210                           | | 1845 bis 1855            | 61935 DDB  |
| weitere Bilder   |                                 | Lindenstraße 22 LageFlur: 1, Flurstück: 144                           | Teil der Gesamtanlage II, Lindenstraße |                          | 963302     |
| weitere Bilder   |                                 | Lindenstraße 23 LageFlur: 1, Flurstück: 202, 203                      | |                          | 61937 DDB  |
| weitere Bilder   |                                 | Lindenstraße 27 LageFlur: 1, Flurstück: 199/2                         | | Anfang 19. Jahrhundert   | 61940 DDB  |
| weitere Bilder   |                                 | Lindenstraße 29 LageFlur: 1, Flurstück: 185                           | |                          | 61941 DDB  |
| weitere Bilder   |                                 | Lindenstraße 32 LageFlur: 1, Flurstück: 167                           | |                          | 61943 DDB  |
| weitere Bilder   |                                 | Lindenstraße 35 LageFlur: 1, Flurstück: 178/1, 180-182                | |                          | 61944 DDB  |
| weitere Bilder   |                                 | Lindenstraße 36 LageFlur: 1, Flurstück: 165                           | |                          | 61945 DDB  |
| weitere Bilder   |                                 | Lindenstraße 38 LageFlur: 1, Flurstück: 59                            | | 1795 bis 1805            | 61946 DDB  |
| weitere Bilder   |                                 | Lindenstraße 39 LageFlur: 1, Flurstück: 176                           | |                          | 61947 DDB  |
| weitere Bilder   |                                 | Lindenstraße 42 LageFlur: 1, Flurstück: 57                            | | Anfang 19. Jahrhundert   | 61949 DDB  |
| weitere Bilder   |                                 | Lindenstraße 44 LageFlur: 1, Flurstück: 56                            | | Anfang 18. Jahrhundert   | 61952 DDB  |
| weitere Bilder   |                                 | Lindenstraße 31–33 LageFlur: 1, Flurstück: 183+184                    | |                          | 61942 DDB  |
| weitere Bilder   |                                 | Rheinfelser Straße 3 LageFlur: 2, Flurstück: 182                      | |                          | 61906 DDB  |
| weitere Bilder   |                                 | Rheinfelser Straße 4 LageFlur: 2, Flurstück: 136/1                    | | 1929                     | 61956 DDB  |
| weitere Bilder   |                                 | Rheinfelser Straße 5 LageFlur: 2, Flurstück: 181                      | | Ende 17. Jahrhundert     | 61907 DDB  |
| weitere Bilder   |                                 | Rheinfelser Straße 9 LageFlur: 2, Flurstück: 179                      | |                          | 61908 DDB  |
| weitere Bilder   |                                 | Rheinfelser Straße 13 LageFlur: 2, Flurstück: 177                     | | Anfang 19. Jahrhundert   | 61910 DDB  |
| weitere Bilder   |                                 | Rheinfelser Straße 14 LageFlur: 2, Flurstück: 141                     | Teil der Gesamtanlage I, Rheinfelser Straße | Ende 17. Jahrhundert     | 955641     |
| weitere Bilder   | Evangelische Kirche             | Rheinfelser Straße 15 LageFlur: 2, Flurstück: 216                     | Spätmittelalterliche Westteil wurde 1893 durch einen höheren Ostteil erweitert, Querhaus und gerader Chorabschluss, rote Sandstein-Eckquader und -Gewände | 14./15. Jahrhundert/1893 | 61912 DDB  |
| weitere Bilder   | Ehemaliges Rathaus              | Rheinfelser Straße 17 LageFlur: 2, Flurstück: 217+218                 | | 1910                     | 61913 DDB  |
| weitere Bilder   |                                 | Rheinfelser Straße 19 LageFlur: 2, Flurstück: 220                     | |                          | 61914 DDB  |
| weitere Bilder   |                                 | Rheinfelser Straße 20 LageFlur: 2, Flurstück: 148                     | | Ende 17. Jahrhundert     | 61915 DDB  |
| weitere Bilder   |                                 | Rheinfelser Straße 21 LageFlur: 2, Flurstück: 221                     | | Anfang 19. Jahrhundert   | 61916 DDB  |
| weitere Bilder   |                                 | Rheinfelser Straße 23 LageFlur: 2, Flurstück: 222/2                   | | Ende 18. Jahrhundert     | 61917 DDB  |
| weitere Bilder   | Sachteil Hüttenberger Tor       | Rheinfelser Straße 24 LageFlur: 2, Flurstück: 150                     | | 1714                     | 61918 DDB  |
| weitere Bilder   | Sachteil Hüttenberger Tor       | Rheinfelser Straße 25 LageFlur: 2, Flurstück: 223                     | |                          | 61919 DDB  |
| weitere Bilder   |                                 | Rheinfelser Straße 32 LageFlur: 2, Flurstück: 175                     | |                          | 61921 DDB  |
| weitere Bilder   | Steinernes Haus                 | Rheinfelser Straße 41 LageFlur: 2, Flurstück: 235                     | | 1747                     | 61923 DDB  |
| weitere Bilder   |                                 | Rheinfelser Straße 44 LageFlur: 1, Flurstück: 240                     | |                          | 61925 DDB  |
| weitere Bilder   |                                 | Rheinfelser Straße 52 LageFlur: 1, Flurstück: 246                     | | Anfang 19. Jahrhundert   | 61926 DDB  |
| weitere Bilder   |                                 | Rheinfelser Straße 62 LageFlur: 1, Flurstück: 318                     | | 1895 bis 1905            | 61957 DDB  |
| weitere Bilder   |                                 | Rheinfelser Straße 66 LageFlur: 1, Flurstück: 316                     | | 1895 bis 1905            | 61959 DDB  |
| Lückenbachbrücke | Lückenbachbrücke                | Rheinfelser Straße LageFlur: 4, Flurstück: 93/1, 120/1, 121/1         | |                          | 61955 DDB  |
| weitere Bilder   | Schule                          | Rheinfelser Straße 34–36 LageFlur: 1, Flurstück: 234/1+2              | | 1835 bis 1845            | 61922 DDB  |
| weitere Bilder   |                                 | Waldstraße 2 LageFlur: 10, Flurstück: 256/1                           | | 1913 bis 1923            | 61960 DDB  |
| weitere Bilder   | Taufbecken                      | Ecke Waldstraße/Falltorstraße LageFlur: 10, Flurstück: 402/1          | Romanisches Taufbecken aus Basaltlava. |                          | 61961 DDB  |